# Pic Fremont (Wyoming)
Le pic Fremont (Fremont Peak en anglais) est le troisième plus haut sommet de l'État du Wyoming. Il s'étend sur les comtés de Fremont et de Sublette. L'origine de son nom vient de l'explorateur américain John Charles Frémont qui escalada pour la première fois le pic avec Charles Preuss et Johnny Janisse du 13 août au 15 août, 1842. Kit Carson a participé à cette ascension mais a rebroussé chemin. Celui-ci aurait néanmoins été le premier à escalader le pic Jackson à proximité. Le pic a longtemps été considéré comme le plus haut sommet des montagnes Rocheuses.
Le pic se trouve situé sur le Continental Divide et est le second plus haut pic de la chaîne montagneuse de chaîne de Wind River après le pic Gannett. Le versant orientale du pic se situe dans la réserve sauvage Fitzpatrick Wilderness de la Forêt nationale de Shoshone alors que le versant occidental se situe dans la réserve sauvage Bridger Wilderness de la forêt nationale de forêt nationale de Bridger-Teton. Le pic comporte un glacier sur son versant nord. En général, l'ascension difficile dure de trois à cinq jours aller-retour.